# 순천 팔마비
순천 팔마비(順天 八馬碑)는 1281년(고려 충렬왕 7년) 이후에 승평부사昇平府使 최석崔碩의 청렴함을 기리기 위해 현재의 대한민국 전라남도 순천시인 승평부에 건립한 비석이다. 전라남도 순천시 영동 우리은행(구 승주군청) 앞 도로변에 위치한다. 1980년 6월 2일 전라남도의 유형문화재 제76호로 지정되었다가 2021년 3월 25일에 대한민국의 보물 제2122호로 승격되었다.

## 개요
비의 전면에는 팔마비八馬碑라는 글자가 양각되어 있으며, 비의 후면에는 팔마비의 건립내역을 적은 내용이 음각되어 있으나 마모되어 내용 판독이 힘들다. 이 비의 건립 배경에 대해서는 《고려사》와 《신증동국여지승람》에 자세히 나와 있다. 《고려사》 권34의 열전 최석에 기록된 관계 사료에 따르면 다음과 같이 기술되어 있다.
 崔碩, 忠烈朝人. 登第累遷昇平府使, 秩滿入爲秘書郞. 昇平故事, 每太守替還, 必贈馬八匹, 倅七匹, 法曹六匹, 惟所擇. 及碩替還, 邑人進馬, 請擇良, 碩笑曰, “馬能到京足矣. 何擇爲?” 至家歸其馬, 邑人不受. 碩曰, “吾守汝邑, 有馬生駒帶來, 是我之貪也. 汝今不受, 豈知我之貪而爲貌辭耶?” 幷其駒授之. 自是其弊遂絶. 邑人頌德立石, 號八馬碑.

 
승평부에서는 태수가 바뀌어 돌아가면 태수에게는 말 8필을 주고, 부사(副使)에게는 7필을, 그리고 법조에게는 6필을 주되 마음대로 고르게 하였다. 석碩이 갈려감에 미쳐서도 읍인들이 말을 바치고 좋은 것 고르기를 청하니 석이 웃으며 말하기를“능히 서울에만 이르면 족할 것이어늘 말을 골라서 무엇하겠는가.”라고 하며 집에 돌아간 뒤 그 말들을 되돌려 보내니, 고을사람들이 받지 않으므로 석이 말하기를“내가 그대들 고을에 수령으로 가서 말이 망아지를 낳은 것을 데리고 온 것도 이는 나의 탐욕이 된다. 그대들이 지금 받지 않는 것은 아마 내가 탐을 내서 겉으로만 사양하는 줄로 알고 그러는 것이 아니겠는가.”하고 그 망아지까지(모두 9필) 아울러 돌려주니 이로부터 증마贈馬의 폐단이 마침내 끊어졌으므로 고을사람들이 그 덕을 칭송하여 비석을 세우고 팔마비라 이름하였다.
 — 《고려사》 〈열전〉 권34
이것이 곧 오늘날까지 순천지역에 널리 알려진 팔마비의 유래이며, 이 비는 한국의 역사상 지방관의 선정 겸 청덕비의 효시라는 점에서 더욱 큰 의의가 있다.
비석은 고려말 처음 건립된 이후 1300년대 초반 쓰러졌으나 다시 세워졌고, 이후 정유재란으로 완전하게 훼손되었다. 그러나 1616년 부사로 부임해 온 이수광에 의해서 1617년 다시 건립되었고 이후 일제강점기를 거치면서 현재까지 온전하게 전해졌다.
이수광이 중건한 팔마비의 ‘팔마비八馬碑’ 세 글자는 진사 원진해元振海의 글씨이고, 뒷면에 기록된 음기는 이수광이 짓고 동지사同知事 김현성金玄成이 글씨를 썼다.
비석은 상면이 둥글게 처리된 비갈형이다. 비석의 높이는 약 160cm, 폭은 약 76cm, 두께는 약 16.5cm이다. 전면에는 액자처럼 도드라지게 구획을 만들어 글씨를 새겼는데, 이 액의 상부는 귀접이 형태로 하였다. 액의 크기는 높이 약 140cm, 폭은 약 63cm로서 그 내부에 ‘八馬碑(팔마비)’ 석 자를 높은 돋을새김으로 새겨 넣었다. 글자 한 자의 지름은 약 48cm로 상당히 크다. 비좌의 크기는 가로 140cm, 세로 76cm, 높이는 33.5cm이며, 비를 세우기 위해 파 넣은 홈의 크기는 가로 70cm, 세로 18cm이다. 비좌의 상면에는 비신을 받치기 위한 호형의 2단 받침을 마련하였는데 높이는 각각 약 2.5cm 정도이다. 이 비석은 조선시대의 일반적인 옥개석, 비신, 대좌를 갖춘 비와는 달리 비신 위에 옥개석이 없고, 대좌에는 불교유물에서 볼 수 있는 연화문蓮華文이 새겨져 있는 것이 큰 특징이다.
순천 팔마비는 건립된 이후 중건시기 그리고 현대에 이르기까지 순천 지역을 대표하는 중요 유물로서의 위상과 13세기에 처음 건립되었다는 역사적 유래가 있고, 1617년에 순천부사 이수광이 중건한 비의 실물이 현전하여 400년 이상의 역사를 가지고 있다. 또한, 팔마비의 주인공인 최석을 청렴한 지방관의 표상으로 삼아 현재까지 이어온다는 점에서 역사, 예술, 학술 가치를 인정받아 2021년 3월 25일 국가지정문화재 중 보물 2122호로 지정되었다.

## 주해
1. ↑  음기(陰記)는 비석의 뒷면에 새긴 글을 말한다.
2. ↑  비갈형(碑碣形)이란 빗돌의 윗머리에 지붕모양으로 만들어 비(碑)와 그런 것을 얹지 않고 머리 부분을 둥그스름하게 만든 작은 비석인 갈(碣)을 아울러 이르는 말이다.
3. ↑  귀접이란 물건의 귀를 깍아 버리거나 접어서 붙인 것을 말한다.
4. ↑  비좌(碑座)란 비석의 몸체를 세우는 받침을 말한다.
5. ↑   호형(弧形)은 활 같이 굽은 모양을 말한다.
6. ↑  옥개석(屋蓋石)은 석탑이나 석등 따위의 위를 덮는 돌을 말한다.
7. ↑  비신(碑身)은 비문을 새긴 비석의 몸체를 말한다.
8. ↑  대좌(臺座)는 불상을 놓는 대를 말한다.

## 외부링크고 문헌
- 순천팔마비 - 국가유산청 국가유산포털
- 이 문서에는 문화재청에서 공공누리 제1유형으로 배포된 자료를 바탕으로 한 내용이 포함되어 있습니다.